# Kathrin Zimmermann
Kathrin Zimmermann (* 22. Dezember 1966 in Gera) ist eine ehemalige deutsche Schwimmerin.

## Werdegang
Ihren ersten internationalen Erfolg feierte Zimmermann, die die Tochter der Schwimmerin Heidi Eisenschmidt ist, bei den Schwimmeuropameisterschaften 1983 in Rom. Dort gewann sie die Silbermedaille über die 200 Meter Rücken. Im Juni des gleichen Jahres gelang ihr bei den DDR-Meisterschaften im Schwimmen 1983 in Gera der Sieg mit der Lagenstaffel sowie der Gewinn der Silbermedaille über die 200 Meter. Bei den 35. DDR-Schwimmmeisterschaften im folgenden Jahr in Magdeburg sicherte sich Zimmermann vor der Leipzigerin Kristin Otto den Titel über 200 Meter Rücken. Ihre Zeit von 2:10,97 Minuten war zudem Jahresweltbestleistung und brachte ihr den zweiten Platz in der Weltbestenliste hinter ihrer Landsfrau Cornelia Sirch ein.
Zu den Schwimmweltmeisterschaften 1986 reiste sie als Mitglied der starken DDR-Mannschaft. Über 200 Meter gewann sie Bronze, nachdem sie zuvor bereits über 100 Meter Silber gewann. Bei der abschließenden 4-mal-100-Meter-Lagenstaffel gewann Zimmermann gemeinsam mit Sylvia Gerasch, Kornelia Greßler und Kristin Otto die Goldmedaille.

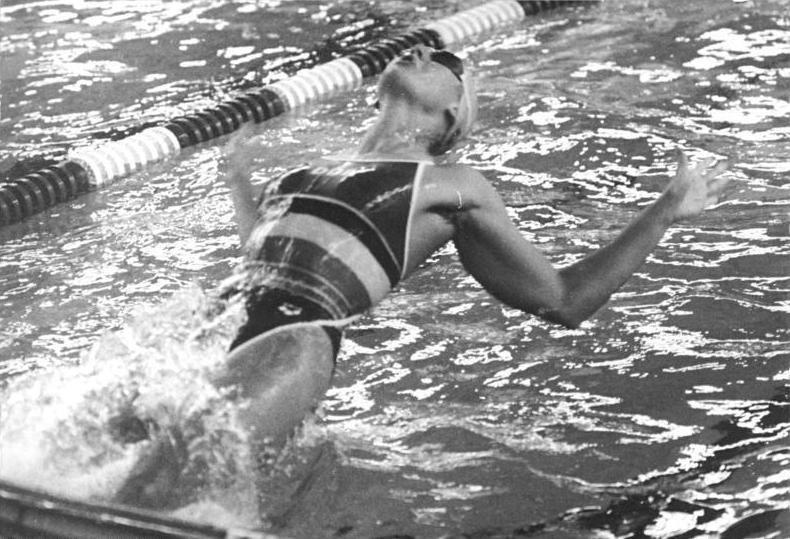
Zimmermann bei den DDR-Meisterschaften 1987

Bei den DDR-Hallenmeisterschaften im Sportschwimmen 1986 in Rostock gewann Zimmermann hinter Cornelia Sirch die Silbermedaille über 100 Meter Rücken. Noch im gleichen Jahr gewann sie bei den DDR-Meisterschaften im Schwimmen 1986 in Berlin Gold über 200 Meter Rücken und Silber über die 100 Meter. Ein Jahr später sicherte sie sich bei den DDR-Meisterschaften 1987 in Erfurt den Titel über 100 Meter. Bei den Schwimmeuropameisterschaften 1987 in Straßburg gewann sie bei den durch das Team der DDR dominierten Schwimmwettbewerben Silber über 200 Meter und Bronze über 100 Meter.
Bei den Olympischen Sommerspielen 1988 in Seoul sicherte sie sich die Silbermedaille über ihre Paradedisziplin 200 Meter Rücken. Im folgenden Sommer gelang der Karl-Marx-Städterin bei den DDR-Meisterschaften im Schwimmen 1988 in Potsdam Silber über die 200 Meter gewinnen. Über die 100 Meter gewann sie gemeinsam mit Birte Weigang die Bronzemedaille.